# Amas (Clavier)
Amas est un hameau belge de la commune de Clavier situé en Région wallonne dans le sud-ouest du Condroz liégeois. 
Avant la fusion des communes de 1977, Amas faisait partie de la commune d'Ocquier.

## Situation
Amas est implanté sur la rive gauche et le versant nord du Néblon au confluent de celui-ci avec le ruisseau d'Ocquier. Il se situe à la limite des provinces de Liège et de Luxembourg (le Néblon faisant office de limite) entre les localités d'Ocquier, Jenneret et Oneux.
La route nationale 638 qui mène de Hamoir à Ocquier passe au nord de ce tranquille hameau condrusien. Une petite route campagnarde traverse le hameau, franchit le Néblon puis s'élève sur le versant opposé pour rejoindre Oneux.

## Description
Amas se compose de fermes en carré dont une ferme-abbaye, de fermettes souvent bâties en pierre calcaire ainsi que d'un château comprenant une chapelle et une cour intérieure. Quant à l'ancien moulin à eau d'Amas et les étangs adjacents, ils se trouvent sur la rive droite du Néblon et dépendent donc de la commune de Durbuy.

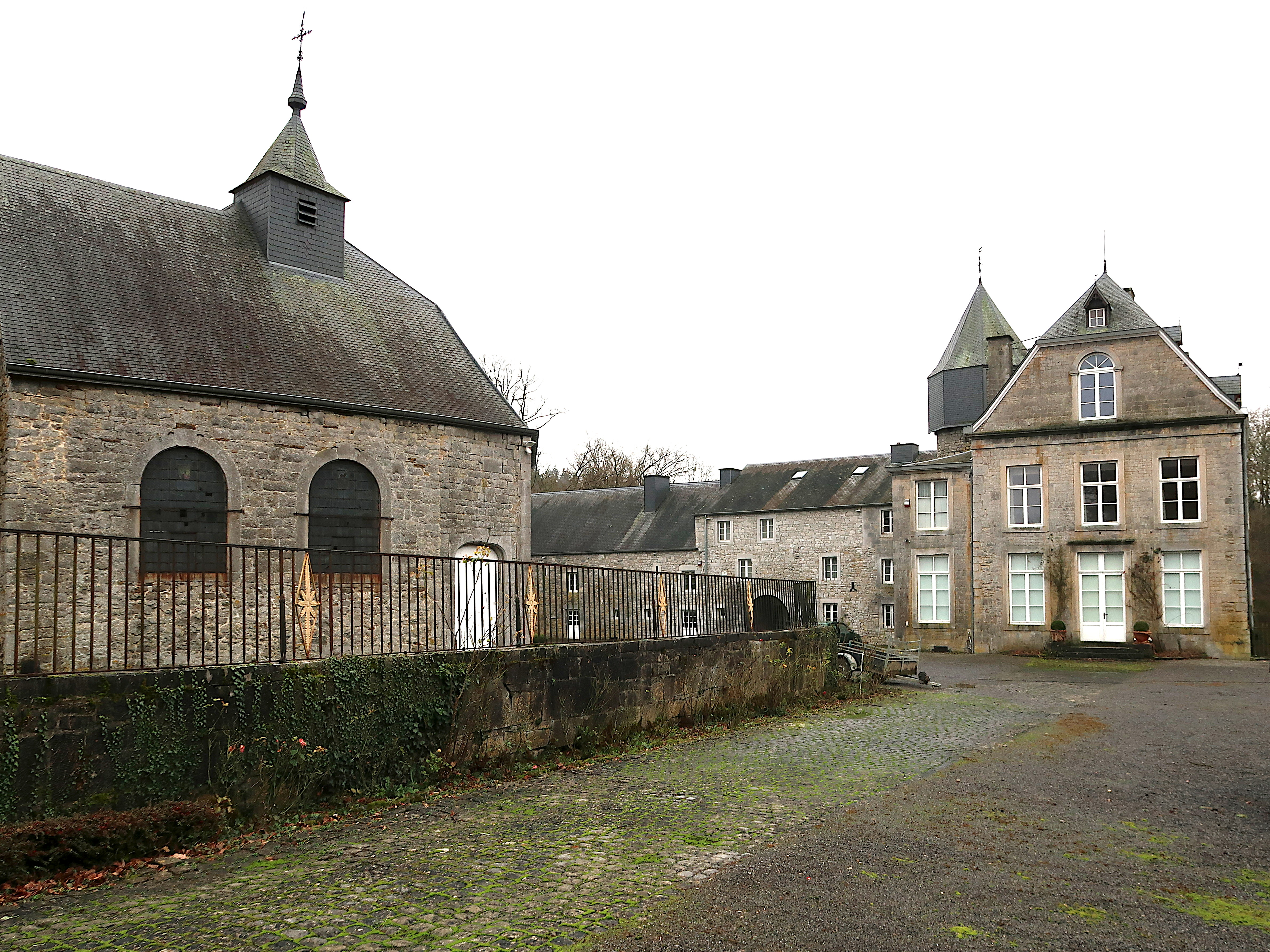
Château d'Amas avec chapelle
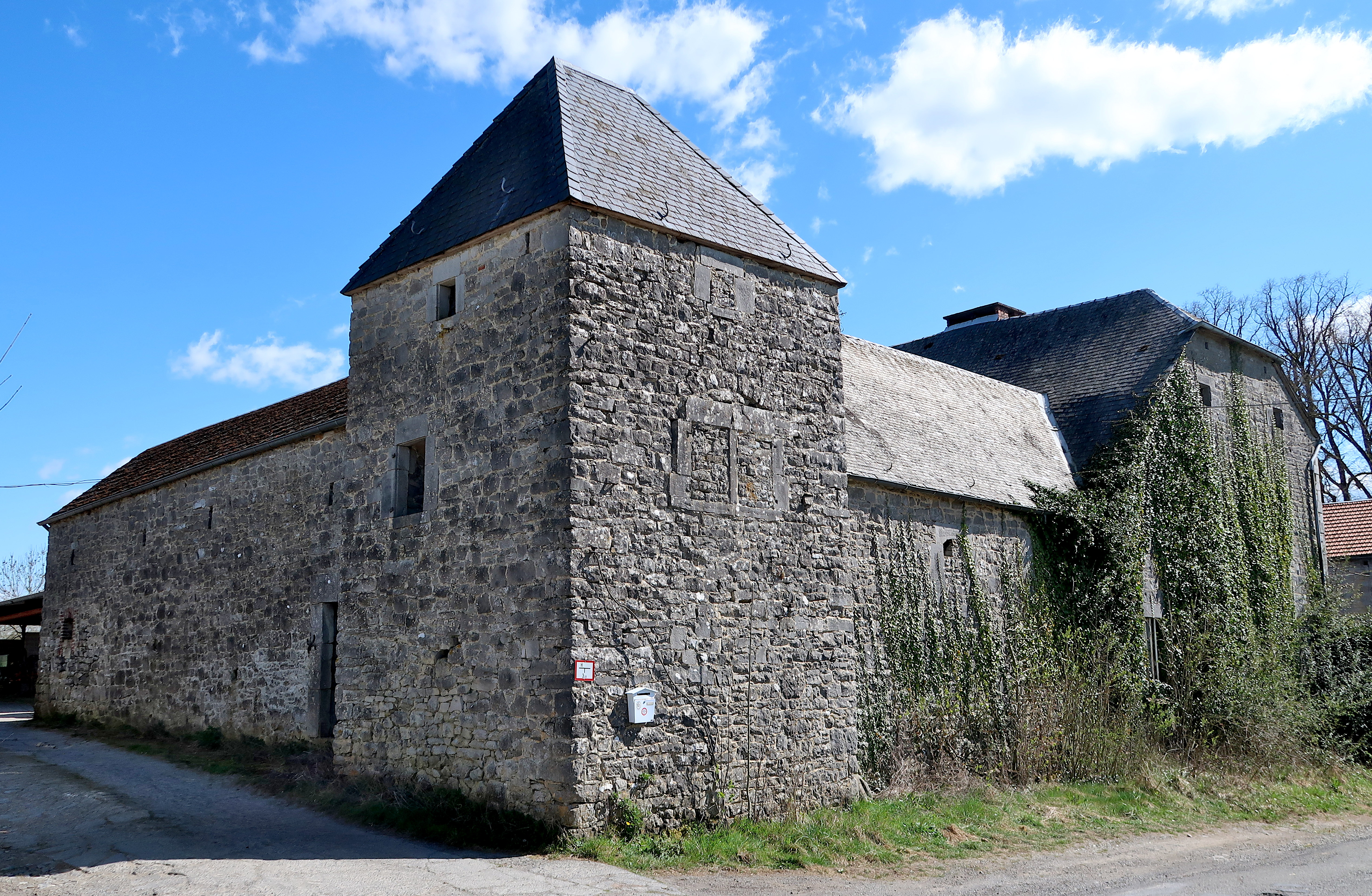
Ferme des Moines à Amas
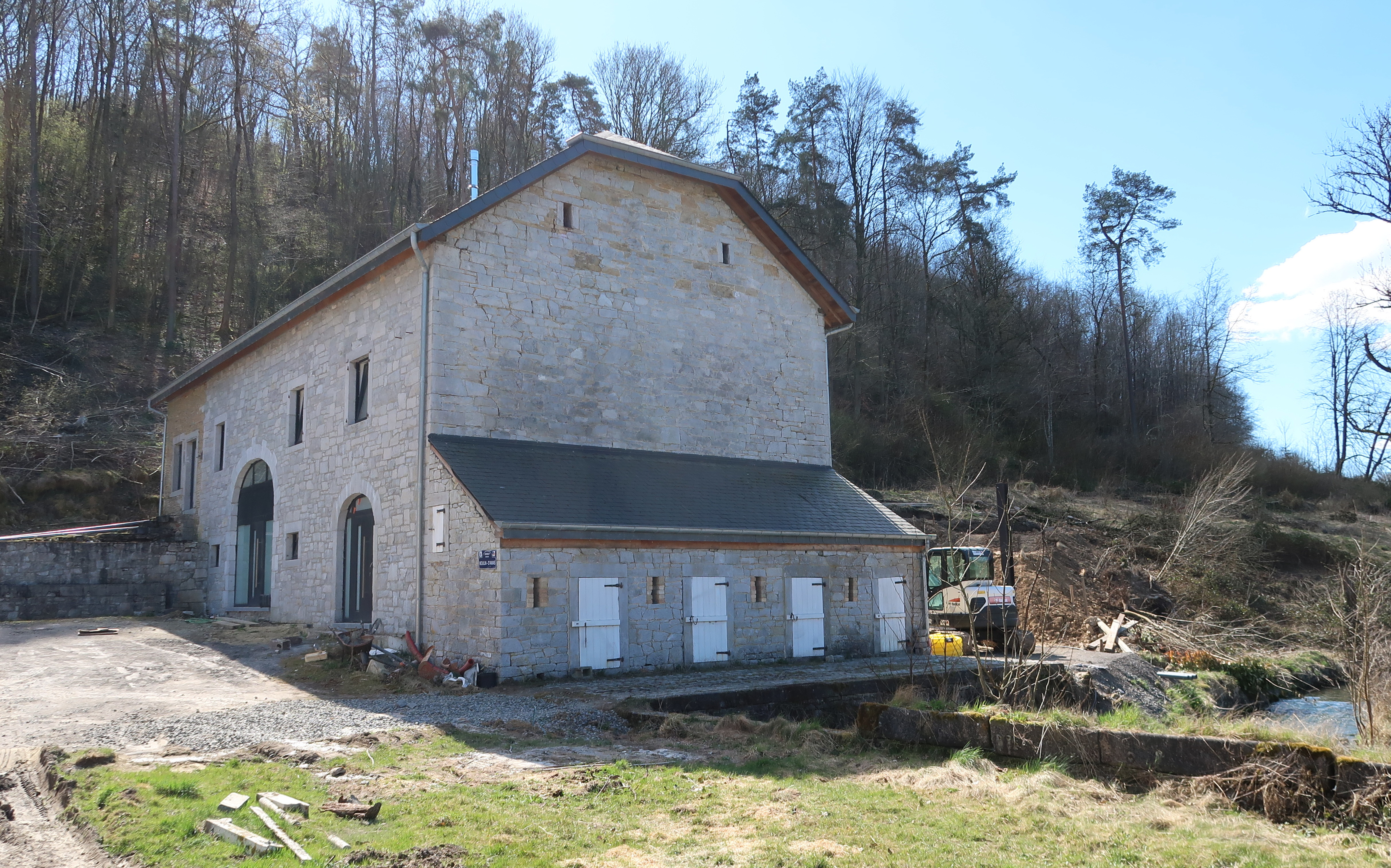
Moulin d'Amas